# Osečina
Osečina (em cirílico: Осечина) é uma vila da Sérvia localizada no município de Osečina, pertencente ao distrito de Kolubara. A sua população era de 2730 habitantes segundo o censo de 2011.

## Demografia
| 1948 | 1953 | 1961 | 1971  | 1981  | 1991  | 2002  | 2011  |
| ---- | ---- | ---- | ----- | ----- | ----- | ----- | ----- |
| 584  | 667  | 808  | 1 026 | 1 922 | 2 934 | 3 172 | 2 730 |